# General Zaragoza
General Zaragoza è un comune del Messico, situato nello stato di Nuevo León.